# Fernando Garrido
Pour les articles homonymes, voir Garrido (homonymie).
Fernando Garrido est un alpiniste espagnol.
En 1985, il effectue l'ascension de l'Aconcagua (6 959 m) et reste deux mois en solitaire à son sommet, établissant le record du monde de séjour en altitude (62 jours consécutifs, 66 au total)
Avec l'ascension en 1988 de la voie nord-ouest du Cho Oyu, il est le premier alpiniste à vaincre un sommet de plus de 8 000 m en solitaire et en hiver.